# Гута-Нова (Свентокшиське воєводство)
Гута-Нова (пол. Huta Nowa) — село в Польщі, у гміні Беліни Келецького повіту Свентокшиського воєводства.
Населення — 1081 особа (2011).
У 1975-1998 роках село належало до Келецького воєводства.

## Демографія
Демографічна структура на день 31 березня 2011 року:
|          | Загалом | Допрацездатний вік | Працездатний вік | Постпрацездатний вік |
| -------- | ------- | ------------------ | ---------------- | -------------------- |
| Чоловіки | 536     | 145                | 350              | 41                   |
| Жінки    | 545     | 133                | 314              | 98                   |
| Разом    | 1081    | 278                | 664              | 139                  |